# Fish On
«Fish On» (en español, A la pesca) es el segundo sencillo del proyecto musical Lindemann conformado por Till Lindemann (Rammstein) y Peter Tägtgren (Pain, Hypocrisy), el tema proveniente del álbum Skills in Pills. El vídeo fue estrenado en la página oficial el 9 de octubre y fue dirigido por Zoran Bihac, quien ya había estado detrás de la realización del vídeo de Praise Abort y otros temas de Rammstein. Este sencillo contiene la canción inédita "G-Spot Michael", el cual llama la atención porque se puede volver a escuchar a Till Lindemann cantando en alemán otra vez aunque con versos también en inglés.
Lista de canciones:
1. Fish On - 4:12
2. G-Spot Michael - 3:38
3. Praise Abort (Drago Baotic Smooth Version) - 3:42